# Мальчишник в Паттайе
«Мальчишник в Паттайе» — французский комедийный фильм 2016 года режиссёра Франка Гастамбида.

## Сюжет
Трое хороших парней попадают в рай, плохие парни попадают в Паттайю. Трое абсолютно безбашенных друзей — фанат Вина Дизеля, закомплексованный богач и боец-лилипут — решаются на отчаянное путешествие в курортный город Паттайя. Хотели чего-то нового — получили. То, что планировалось, как лучший отпуск, превратилось в сумасшедшее приключение.

## В ролях
- Франк Гастамбид— Семболо
- Малик Бенталха — Кримо
- Ануар Тубали[фр.] — Карим
- Рамзи Бедиа — Реза
- Гад Эльмалех — марокканец
- Сабрина Уазани — Лилия
- Сисси Дюпарк[фр.] — Александра
- Дония Эден[фр.] — Орели
- Сами Буажила — отец Кримо
- Фред Тесто́[англ.] — пилот
- Буде — стюард
- Мелья Бедия — стюардесса
- Сирил Хануна — директор по кастингу
- Сет Геко[англ.] — человек на пляже
- Мэйтави Уайсс — ледибой